# جونزاك ريكمانس
جونزاك ريكمانس أو ريكمانز (بالفرنسية: Gonzague Ryckmans)‏ (10 ديسمبر 1887 - 3 سبتمبر 1969م): هو مستشرق بلجيكي. ويعد أحد أشهر رواد توثيق وقراءة نقوش الجزيرة العربية قبل الإسلام. وهو عمُ عالِم النقوش أيضاً جاك ريكمانس.
من آثاره: «الديانات العربية قبل الإسلام» و «أسماء الأعلام الساميّة الجنوبية» وكتيباً في «نحو اللغة الأكّدية».